# Матчи женской сборной России по волейболу 2014
В 2014 году женская сборная России по волейболу приняла участие в двух официальных турнирах, проводимых под эгидой ФИВБ.

## Турниры и матчи

### Гран-при
| 1 августа. Анкара (Турция). Россия — США 3:1 (22:25, 25:18, 25:20, 25:20). Предварительный этап. 1-й тур. Группа «А» |
| --- |

Россия: Заряжко (1 очко), Пасынкова (5), Обмочаева (4), Старцева, Кошелева (24), Подскальная (6), Малова — либеро. Выход на замену: Малых (16), Косьяненко (3), Фетисова (8), Щербань (6).

США: Э.Глэсс, Мёрфи, Хилл, Акинрейдью, Робинсон, Адамс, Бэнуорт — либеро, Дэвис — либеро. Выход на замену: Томпсон, Лихтман, Хильдебранд, Клайнмэн.
| 2 августа. Анкара (Турция). Россия — Япония 3:1 (25:23, 25:13, 24:26, 25:18). Предварительный этап. 1-й тур. Группа «А» |
| --- |

Россия: Щербань (5), Косьяненко (1), Фетисова (6), Кошелева (13), Подскальная (13), Малых (19), Малова — либеро. Выход на замену: Обмочаева (12), Старцева (2), Пасынкова (9).

Япония: Нагасака, акамити, Кимура, исида, Исии, Эбата, Цуцуи — либеро. Выход на замену: Утисэто, Ямагути, Оно, Миясито.
| 3 августа. Анкара (Турция). Россия — Турция 2:3 (23:25, 25:27, 25:14, 25:18, 10:15). Предварительный этап. 1-й тур. Группа «А» |
| --- |

Россия: Пасынкова (13), Косьяненко (1), Фетисова (6), Кошелева (12), Подскальная (15), Малых (8), Малова — либеро. Выход на замену: Обмочаева (12), Старцева (3), Щербань (5), Бавыкина (9).

Турция: Сонсырма, Акман, Токсой, Озсой, Исмаилоглу, Каракоюн, Карадайи — либеро. Выход на замену: Онал-Пашаоглу, Аликая, Джансу, Баша.
| 8 августа. Сан-Паулу (Бразилия). Россия — США 1:3 (25:22, 19:25, 18:25, 17:25). Предварительный этап. 2-й тур. Группа «D» |
| --- |

Россия: Заряжко (3), Пасынкова (5), Обмочаева (16), Старцева, Кошелева (12), Подскальная (3), Крючкова — либеро, Малова — либеро. Выход на замену: Косьяненко, Малых (4), Бавыкина, Фетисова (6), Щербань (3).

США: Э.Глэсс, Ларсон, Мёрфи, Акинрейдью, Робинсон, Адамс, Бэнуорт — либеро. Выход на замену: Томпсон, Лихтман, Клайнмэн, Хилл, Диксон.
| 9 августа. Сан-Паулу (Бразилия). Россия — Бразилия 0:3 (15:25, 21:25, 17:25). Предварительный этап. 2-й тур. Группа «D» |
| --- |

Россия: Заряжко (10), Пасынкова (3), Косьяненко (1), Фетисова (1), Кошелева (6), Малых (4), Крючкова — либеро, Малова — либеро. Выход на замену: Обмочаева (9), Старцева (1), Подскальная (2), Щербань (2).

Бразилия: Фабиана, Дани Линс, Таиса, Жаклин, Шейла, Фе Гарай, Камила Брайт — либеро. Выход на замену: Тандара, Фабиола, Наталия.
| 10 августа. Сан-Паулу (Бразилия). Россия — Южная Корея 1:3 (25:21, 21:25, 25:27, 22:25). Предварительный этап. 2-й тур. Группа «D» |
| --- |

Россия: Заряжко (3), Пасынкова (6), Обмочаева (24), Старцева (1), Кошелева (22), Подскальная (6), Крючкова — либеро, Малова — либеро. Выход на замену: Щербань (2), Бавыкина, Косьяненко, Малых, Фетисова (2).

Южная Корея: Ли Хё Хи, Ким Ён Гун, Пак Чжон А, Хан Сон И, Ким Хо Чжин, Ли Чже Он, Ким Хэ Ран — либеро. Выход на замену: Нам Чжи Ён, Ли Дэ Ён.
| 15 августа. Калининград (Россия). Россия — Италия 3:1 (25:27, 25:19, 25:19, 25:18). Предварительный этап. 3-й тур. Группа «Н» |
| --- |

Россия: Заряжко (12), Пасынкова (3), Обмочаева (16), Косьяненко (3), Кошелева (18), Подскальная (5), Крючкова — либеро, Малова — либеро. Выход на замену: Старцева, Малых (2), Щербань (14), Бавыкина.

Италия: Чентони, Ферретти, Кирикелла, Арригетти, К.Бозетти, Дель Коре, Ди Дженнаро — либеро, Мерло — либеро. Выход на замену: Фьорин, Диуф, Пиччинини, Синьориле, Бонифачо.
| 16 августа. Калининград (Россия). Россия — Турция 3:1 (28:26, 19:25, 25:21, 25:15). Предварительный этап. 3-й тур. Группа «Н» |
| --- |

Россия: Щербань (6), Заряжко (8), Обмочаева (6), Косьяненко (1), Кошелева (26), Подскальная (6), Крючкова — либеро, Малова — либеро. Выход на замену: Старцева (1), Малых (9), Бавыкина, Пасынкова (6).

Турция: Сонсырма, Акман, Токсой, Озсой, Исмаилоглу, Каракоюн, Карадайи — либеро. Выход на замену: Онал-Пашаоглу, Айдемир, Баша, Юртдагюлен.
| 17 августа. Калининград (Россия). Россия — Германия 3:0 (27:25, 26:24, 26:24). Предварительный этап. 3-й тур. Группа «Н» |
| --- |

Россия: Щербань (4), Заряжко (5), Старцева (2), Кошелева (26), Подскальная (1), Малых (12), Крючкова — либеро, Малова — либеро. Выход на замену: Косьяненко, Обмочаева (2), Пасынкова (4), Фетисова (5), Бавыкина.

Германия: Бринкер, Гертис, Фюрст, Петтке, Козух, Апитц, Дюрр — либеро, Томсен — либеро. Выход на замену: Байер, Вайсс, Липпман, Вайхенмайер, Зигле.
| 20 августа. Токио (Япония). Россия — Япония 1:3 (25:22, 20:25, 21:25, 17:25). Финальный этап |
| -------------------------------------------------------------------------------------------- |

Россия: Заряжко (4), Пасынкова (3), Старцева, Кошелева (23), Подскальная (7), Малых (19), Крючкова — либеро, Малова — либеро. Выход на замену: Обмочаева (4), Косьяненко (1), Бавыкина, Щербань (3), Фетисова (3).

Япония: Нагаока, Кимура, Исида, Синнабэ, Эбата, Миясита, Сано — либеро. Выход на замену: Накамити, Исии, Оно, Ямагути.
| 21 августа. Токио (Япония). Россия — Бельгия 3:0 (25:23, 25:16, 25:19). Финальный этап |
| -------------------------------------------------------------------------------------- |

Россия: Щербань, Заряжко (4), Старцева (3), Фетисова (4), Кошелева (14), Малых (18), Крючкова — либеро, Малова — либеро. Выход на замену: Обмочаева, Косьяненко, Пасынкова (2), Подскальная (9).

Бельгия: Дирикс, Хейрман, Лейс, Альбрехт, ван Хеке, Руссо, Куртуа — либеро. Выход на замену: Колман, ван де Вейер, Бланд.
| 22 августа. Токио (Япония). Россия — Турция 3:2 (25:22, 26:24, 13:25, 25:27, 15:12). Финальный этап |
| --------------------------------------------------------------------------------------------------- |

Россия: Щербань (9), Старцева (1), Фетисова (6), Кошелева (26), Подскальная (7), Малых (16), Крючкова — либеро, Малова — либеро. Выход на замену: Обмочаева (8), Косьяненко (2), Пасынкова, Бавыкина (2), Заряжко (1).

Турция: Сонсырма, Акман, Токсой, Айдемир, Озсой, Исмаилоглу, Карадайи — либеро. Выход на замену: Онал-Пашаоглу, Каракоюн, Токатиоглу, Джансу.
| 23 августа. Токио (Япония). Россия — Бразилия 0:3 (12:25, 21:25, 20:25). Финальный этап |
| --------------------------------------------------------------------------------------- |

Россия: Щербань (1), Обмочаева (10), Старцева, Фетисова (2), Кошелева (18), Подскальная (4), Крючкова — либеро, Малова — либеро. Выход на замену: Пасынкова (4), Косьяненко (2), Пасынкова, Бавыкина (3), Заряжко (2).

Бразилия: Фабиана, Дани Линс, Таиса, Жаклин, Шейла, Фе Гарай, Камила Брайт — либеро. Выход на замену: Моник, Тандара, Фабиола.
| 24 августа. Токио (Япония). Россия — Китай 3:2 (21:25, 14:25, 25:22, 25:20, 15:13). Финальный этап |
| -------------------------------------------------------------------------------------------------- |

Россия: Пасынкова (15), Старцева, Фетисова (10), Кошелева (28), Подскальная (8), Малых (4), Крючкова — либеро, Малова — либеро. Выход на замену: Обмочаева (13), Косьяненко (3), Заряжко (2), Щербань.

Китай: Юань Синьюэ, Янь Цзюньцзин, Чжэн Чуньлэй, Лю Сяотун, Ван На, Ли Цзин, Чэнь Чжань — либеро. Выход на замену: Ван Хуэйминь, Шэнь Цзинси, Ян Фансю.
В новом сезоне главный тренер Юрий Маричев не мог рассчитывать на трёх травмированных ключевых игроков из состава сборной, выигравшей в 2013 году чемпионат Европы. Оказались вне игры перед розыгрышем Гран-при центральные блокирующие Анастасия Шляховая и Юлия Морозова и нападающая-доигровщица Виктория Чаплина. Дебютировали в сборной на официальном уровне 4 волейболистки.
Что же касается выступления национальной команды на турнире, то в целом оно признано успешным. Отобравшись в финальный этап лишь в последний момент за счёт 100%-ного показателя в домашнем заключительном туре предварительного этапа, в решающей стадии розыгрыша россиянки в последний игровой день одержали волевую пятисетовую победу над сборной Китая и впервые с 2009 года вошли в число призёров Гран-при. В символическую сборную финального раунда вошла дебютанка сборной России, центральная блокирующая Ирина Фетисова.

### Чемпионат мира
| 23 сентября. Верона (Италия). Россия — Таиланд 3:0 (25:19, 25:19, 25:22). Первый групповой этап. Группа «С» |
| --- |

Россия: Обмочаева (13), Гамова (14), Старцева (2), Фетисова (8), Кошелева (14), Мороз (9), Крючкова — либеро, Малова — либеро. Выход на замену: Косьяненко, Пасынкова (1), Подскальная, Щербань.

Таиланд: Бамрунгсук, Луантонлан, Бундасак, Куэтпрат, Кэупил, Конгьот, Буакэу — либеро. Выход на замену: Пхочарон, Пхомла, Санитклан.
| 24 сентября. Верона (Италия). Россия — Мексика 3:0 (25:17, 25:22, 25:13). Первый групповой этап. Группа «С» |
| --- |

Россия: Обмочаева (3), Гамова (11), Старцева (3), Фетисова (7), Кошелева (9), Мороз (13), Крючкова — либеро, Малова — либеро. Выход на замену: Косьяненко, Малых (4), Пасынкова (6), Подскальная, Щербань (1).

Мексика: Резендис Лопес, Ранхель, Карранса, Сайнс, Риос, Уриас, Лопес — либеро. Выход на замену: Орельяна, Фриас, Эрнандес, Леон.
| 25 сентября. Верона (Италия). Россия — Казахстан 3:0 (25:13, 25:21, 25:16). Первый групповой этап. Группа «С» |
| --- |

Россия: Заряжко (11), Обмочаева (14), Гамова (7), Старцева (6), Фетисова (8), Кошелева (11), Крючкова — либеро, Малова — либеро. Выход на замену: Косьяненко, Малых (5), Пасынкова, Подскальная (1).

Казахстан: Мудрицкая, Исаева, Анаркулова, Наседкина, Ишимцева, Матвеева, Стороженко — либеро, Фендрикова — либеро. Выход на замену: Омельченко, Лукомская.
| 27 сентября. Верона (Италия). Россия — Нидерланды 3:1 (19:25, 25:13, 27:25, 25:16). Первый групповой этап. Группа «С» |
| --- |

Россия: Заряжко (13), Обмочаева (14), Гамова (17), Старцева (2), Фетисова (2), Кошелева (20), Крючкова — либеро, Малова — либеро. Выход на замену: Пасынкова (1), Мороз (8), Косьяненко, Малых (4).

Нидерланды: Столтенборг, Белен, Плак, де Крёйф, Петерсен, Бёйс, Схот — либеро. Выход на замену: Янс, Остервелд, Слютьес, Флир, Дейкема.
| 28 сентября. Верона (Италия). Россия — США 1:3 (32:34, 19:25, 31:29, 24:26). Первый групповой этап. Группа «С» |
| --- |

Россия: Заряжко (3), Обмочаева (10), Гамова (20), Старцева (2), Кошелева (31), Мороз (4), Крючкова — либеро, Малова — либеро. Выход на замену: Косьяненко, Малых (5), Пасынкова (11), Щербань.

США: Э.Глэсс, Ларсон, Мёрфи, Дитцен-Хармотто, Хилл, Акинрейдью, Бэнуорт — либеро. Выход на замену: Томпсон, Диксон, Н.Фосетт.
| 1 октября. Модена (Италия). Россия — Болгария 3:1 (25:23, 25:15, 26:28, 25:19). Второй групповой этап. Группа «F» |
| --- |

Россия: Пасынкова (11), Гамова (18), Старцева (5), Фетисова (8), Кошелева (26), Мороз (12), Крючкова — либеро, Малова — либеро. Выход на замену: Косьяненко, Малых (1), Подскальная.

Болгария: Китипова, Рабаджиева, Русева, Василева, С.Филипова, Николова, М.Филипова — либеро. Выход на замену: Колева, Заркова, Каменова, Димитрова, Ненова.
| 2 октября. Модена (Италия). Россия — Турция 2:3 (25:19, 27:25, 22:25, 22:25, 13:15). Второй групповой этап. Группа «F» |
| --- |

Россия: Пасынкова (9), Гамова (7), Старцева (2), Фетисова (7), Кошелева (32), Мороз (9), Крючкова — либеро, Малова — либеро. Выход на замену: Косьяненко (1), Малых (18), Подскальная (1), Обмочаева (2).

Турция: Сонсырма, Акман, Токатиоглу, Токсой, Айдемир-Акйол, Озсой, Карадайи — либеро. Выход на замену: Каракоюн, Услупехливан, Онал-Пашаоглу.
| 4 октября. Модена (Италия). Россия — Бразилия 1:3 (17:25, 27:25, 19:25, 25:27). Второй групповой этап. Группа «F» |
| --- |

Россия: Щербань (7), Обмочаева (20), Косьяненко (1), Фетисова (7), Кошелева (21), Подскальная (4), Крючкова — либеро, Малова — либеро. Выход на замену: Гамова (8), Старцева (2).

Бразилия: Фабиана, Дани Линс, Таиса, Жаклин, Шейла, Фе Гарай, Камила Брайт — либеро. Выход на замену: Тандара, Габи, Фабиола.
| 5 октября. Модена (Италия). Россия — Сербия 3:0 (28:26, 25:18, 25:17). Второй групповой этап. Группа «F» |
| --- |

Россия: Обмочаева (19), Косьяненко (3), Гамова (12), Фетисова (5), Кошелева (17), Подскальная (5), Крючкова — либеро, Малова — либеро. Выход на замену: Старцева, Малых, Щербань.

Сербия: Михайлович, Огненович, Велькович, Николич, Рашич, Бошкович, Чебич — либеро. Выход на замену: Бракочевич, Молнар, Живкович.
| 9 октября. Милан (Италия). Россия — США 1:3 (19:25, 23:25, 25:15, 23:25). Третий групповой этап. Группа «G» |
| --- |

Россия: Обмочаева (17), Косьяненко (1), Гамова (14), Фетисова (10), Кошелева (25), Подскальная (4), Крючкова — либеро, Малова — либеро. Выход на замену: Старцева, Малых, Щербань, Мороз (2).

США: Э.Глэсс, Ларсон, Мёрфи, Дитцен-Хармотто, Хилл, Акинрейдью, Бэнуорт — либеро. Выход на замену: Томпсон, Н.Фосетт, Диксон.
| 10 октября. Милан (Италия). Россия — Италия 1:3 (12:25, 17:25, 25:12, 23:25). Третий групповой этап. Группа «G» |
| --- |

Россия: Обмочаева (13), Косьяненко (2), Гамова (11), Фетисова (4), Кошелева (15), Подскальная (1), Крючкова — либеро, Малова — либеро. Выход на замену: Старцева (2), Малых (4), Щербань, Мороз (5).

Италия: Чентони, Кирикелла, Арригетти, Ло Бьянко, Дель Коре, Костагранде, М.Ди Дженнаро — либеро. Выход на замену: Фолье, Ферретти, Пиччинини, К.Бозетти, Диуф.
На чемпионат мира в Италию российские волейболистки ехали в качестве действующих чемпионок мира, да ещё и с усилением в лице вернувшейся в национальную команду звезды мирового волейбола Екатерины Гамовой. Казалось россиянкам по силам защитить чемпионский титул, но в решающие моменты турнира негативным образом на игре сборной сказалась игровая разбалансированность, вызванная в первую очередь огрехами в приёме. Игроков, способных стабильно и надёжно отвечать за этот важнейший компонент игры в команде оказалось недостаточно, да ещё и одна из ключевых доигровщиц — Александра Пасынкова — травмировалась по ходу чемпионата. Удачные матчи (против Нидерландов, Сербии) и игровые отрезки против других сильных соперников чередовались с грубыми техническими и тактическими погрешностями. Попытки тренеров вернуться к игровому стилю, позволившему год назад выиграть европейское первенство, ни к чему не привели. И всё же несмотря на общее негативное впечатление от итогового результата (делёж 5-го итогового места со сборной Доминиканской Республики) следует заметить, что лишь в одном заключительном матче 3-го группового этапа против итальянских волейболисток россиянки смотрелись однозначно слабее своих соперниц. В остальных же проигранных встречах при чуть большем везении сборная России вполне могла рассчитывать на удачный исход поединков.

## Итоги
Всего на счету сборной России в 2014 году 25 официальных матчей. Из них выиграно 14, проиграно 11. Соотношение партий 53:44. Соперниками россиянок в этих матчах были национальные сборные 15 стран.
| Турнир         | И  | В | П | С/О   | Место |
| -------------- | -- | - | - | ----- | ----- |
| Гран-при       | 14 | 8 | 6 | 29:26 | 3-е   |
| Чемпионат мира | 11 | 6 | 5 | 24:17 | 5—6-е |

## Состав
В скобках после количество игр указано число матчей, проведённых волейболисткой в стартовом составе + в качестве либеро.
| №  | Игрок                          | Год рождения | Амплуа      | Клуб               | Турниры и игры | Турниры и игры | Всего матчей | Очки |
| №  | Игрок                          | Год рождения | Амплуа      | Клуб               | ГП             | ЧМ             | Всего матчей | Очки |
| -- | ------------------------------ | ------------ | ----------- | ------------------ | -------------- | -------------- | ------------ | ---- |
| 1  | Яна Щербань                    | 1989         | нападающая  | «Динамо» Кр        | 14 (6)         | 7 (1)          | 21 (7)       | 69   |
| 3  | Анастасия Бавыкина             | 1992         | нападающая  | «Заречье-Одинцово» | 9              |                | 9            | 14   |
| 4  | Ирина Заряжко                  | 1991         | центральная | «Уралочка-НТМК»    | 13 (9)         | 3 (3)          | 16 (12)      | 84   |
| 5  | Александра Пасынкова           | 1987         | нападающая  | «Динамо» Кр        | 14 (7)         | 7 (2)          | 21 (9)       | 116  |
| 7  | Светлана Крючкова              | 1985         | либеро      | «Динамо» Кр        | 11 (0+11)      | 11 (0+11)      | 22 (0+22)    | —    |
| 8  | Наталья Обмочаева              | 1989         | нападающая  | «Динамо» М         | 14 (6)         | 10 (9)         | 24 (15)      | 261  |
| 10 | Екатерина Косьяненко (Панкова) | 1990         | связующая   | «Динамо» М         | 14 (5)         | 11 (4)         | 25 (9)       | 26   |
| 11 | Екатерина Гамова               | 1980         | нападающая  | «Динамо-Казань»    |                | 11 (10)        | 11 (10)      | 139  |
| 13 | Евгения Старцева               | 1989         | связующая   | «Динамо-Казань»    | 14 (9)         | 11 (7)         | 25 (16)      | 21   |
| 14 | Ирина Фетисова                 | 1994         | центральная | «Заречье-Одинцово» | 12 (8)         | 10 (10)        | 22 (18)      | 125  |
| 15 | Татьяна Кошелева               | 1988         | нападающая  | «Динамо» Кр        | 14 (14)        | 11 (11)        | 25 (25)      | 490  |
| 16 | Юлия Подскальная               | 1989         | центральная | «Динамо» Кр        | 14 (12)        | 8 (4)          | 22 (16)      | 108  |
| 17 | Наталья Малых                  | 1994         | нападающая  | «Заречье-Одинцово» | 13 (8)         | 9              | 22 (8)       | 172  |
| 19 | Анна Малова                    | 1990         | либеро      | «Динамо» М         | 14 (0+14)      | 11 (0+11)      | 25 (0+25)    | —    |
| 22 | Регина Мороз                   | 1987         | центральная | «Динамо» М         |                | 8 (5)          | 8 (5)        | 62   |

- Главный тренер — Юрий Маричев.
- Тренер — Игорь Курносов, Константин Ушаков.

Всего в 2014 году в составе сборной России в официальных турнирах играло 15 волейболисток, представлявших 5 клубов. Во всех проведённых сборной матчах на этих турнирах принимали участие Татьяна Кошелева, Анна Малова, Екатерина Косьяненко и Евгения Старцева, причём Кошелева неизменно выходила в стартовом составе.

## Другие турниры
- Montreux Volley Masters. 28 мая—1 июня.  Монтрё

Групповой этап — Китай 2:3, Бразилия 3:2, Швейцария 3:0.
Полуфинал — США 1:3. Матч за 3-е место — Китай 3:2. Итог — 3-е место.
Состав сборной России: А.Бавыкина, И.Заряжко, Ю.Кутюкова, Я.Щербань, А.Маркова, Е.Косьяненко, Е.Новик, И.Фетисова, Н.Малых, Е.Романова (Чернова), А.Малова, А.Шляховая.
- Кубок Бориса Ельцина. 9—13 июля.  Екатеринбург.

Групповой этап — Нидерланды 1:3, Доминиканская Республика 3:2.
Полуфинал — Япония 3:2. Финал — Болгария 2:3. Итог — 2-е место.
Состав сборной России: А.Бавыкина, И.Заряжко, А.Пасынкова, Ю.Кутюкова, С.Крючкова, Е.Косьяненко, Н.Алишева, Е.Старцева, И.Фетисова, Ю.Подскальная, Н.Малых, А.Малова.